# Pyridiniumverbindungen

Grundstruktur einer Pyridinium-
verbindung (R = H, Organylgruppe)

Pyridiniumverbindungen sind eine Gruppe chemischer Verbindungen, bei denen das Stickstoffatom des Pyridin-Rings positiv geladen ist. Sie gehören damit zu den organischen Ammoniumverbindungen. Abhängig vom Rest (R), der sich am Stickstoffatom befindet, lassen sich die Pyridiniumverbindungen in verschiedene Kategorien einteilen. Des Weiteren können die Wasserstoffatome des Rings substituiert sein. Wichtige Vertreter sind der Arzneistoff Cetylpyridiniumchlorid, das bekannte Pflanzenschutzmittel Paraquat und das Coenzym Nicotinamidadenindinukleotid.

## Kategorien und Vertreter
Pyridiniumverbindungen lassen sich zunächst durch den Rest, welcher an das Stickstoffatom des Ringes gebunden ist, in verschiedene Kategorien einteilen. Ihre Vertreter unterscheiden sich dann durch die Länge des Alkylrestes und die Substituenten am Ring.

### Tertiäre Pyridiniumverbindungen
| Tertiäre Pyridiniumverbindung |
| ----------------------------- |
| Pyridiniumchlorid             |

Tertiäre Pyridiniumverbindungen besitzen ein H am Ringstickstoffatom. Als Beispiel ist der einfachste Vertreter – das Pyridiniumchlorid – aufgeführt.

### Alkylpyridiniumverbindungen
| Alkylpyridiniumverbindung |
| ------------------------- |
| Methylpyridiniumchlorid   |

Alkylpyridiniumverbindungen zeichnen sich durch den Alkylrest am Ringstickstoffatom aus. Weiterhin können die Wasserstoffatome des Ringes substituiert sein. Als Beispiel ist der einfachste Vertreter – das Methylpyridiniumchlorid – gegeben.

### N-Ylide
| N-Ylid |
| ------ |
| N-Ylid |

Durch Deprotonierung der Alkylpyridiniumverbindungen werden die N-Ylide gewonnen. Diese sind wichtige Zwischenstufen in organischen Synthesen.

### N-Cyanopyridiniumsalze
| N-Cyanopyridiniumsalz      |
| -------------------------- |
| Cyano-Pyridiniumverbindung |

N-Cyanopyridiniumverbindungen zeichnen sich durch den elektronenziehenden Rest aus. Dieser bewirkt, dass Nucleophile leicht angreifen können, wodurch Ringöffnung eintritt. Die so entstehenden offenkettigen Aldehyde treten in Zusammenhang mit der Zincke-Reaktion auf und werden als Zincke-Aldehyde bezeichnet. Die Kohlenstoffatome des Ringes können substituiert sein und als Anionen (X−) liegen Halogenidionen vor.

### Pyridinium-N-oxide
| Pyridinium-N-oxid  |
| ------------------ |
| Pyridinium-N-oxide |

Pyridinium-N-oxide zeichnen sich dadurch aus, dass sie sowohl elektrophile als auch nucleophile Substitutionen in ortho- und para-Stellung eingehen. So eignen sie sich besonders gut als Zwischenprodukte für Zweitsubstitutionen von Pyridin–Derivaten. Das Sauerstoffatom kann dann beispielsweise mit Phosphortrichlorid abgespalten werden.

## Synthese
Pyridiniumverbindungen lassen sich zum Beispiel durch die Zincke-Reaktion aus Pyridin synthetisieren:

## Anwendungen

### Arzneistoffe
| Strukturformel der Pyridiniumverbindung | Anwendungsbeispiel |
| --------------------------------------- | ------------------ |
|                                         |                    |

Die wohl bekannteste Pyridiniumverbindung ist das Cetylpyridiniumchlorid, welches als Monopräparat Dobendan oder Kombinationspräparat Dobendan Strepsils Dolo gegen Infektionen und Entzündungen des Rachenraumes eingesetzt wird.
| Strukturformel der Pyridiniumverbindung | Anwendungsbeispiel |
| --------------------------------------- | ------------------ |
|                                         |                    |

Auch das Pyridostigminbromid wirkt als Arzneistoff gegen die Autoimmunkrankheit Myasthenia gravis, die sich zum Beispiel durch den sogenannten „Schlafzimmerblick“ äußert.

### Pflanzenschutzmittel – Herbizid
| Strukturformel der Pyridiniumverbindung | Anwendungsbeispiel |
| --------------------------------------- | ------------------ |
|                                         |                    |

Das stark toxische Paraquatdichlorid findet Anwendung als wirksames Herbizid.

### Bromierungsmittel

Pyridiniumperbromid

Pyridiniumperbromid eignet sich ausgezeichnet als Bromierungsmittel und hat mehrere Vorteile gegenüber elementarem Brom, wie etwa das sehr präzise Abwiegen bei Reaktionen im kleinen Maßstab. Ein Beispiel für die Anwendung ist die Bromierung des 3-Ketosteroids 1 zum 2,4-Dibromcholestanon (2):

### Oxidationsmittel

Pyridinium-
chlorochromat

Pyridiniumchlorochromat (PCC) kann als starkes Oxidationsmittel in der organischen Chemie eingesetzt werden, zum Beispiel für die Oxidation eines primären Alkohols zum Aldehyd oder analog für die Oxidation eines sekundären Alkohols zum Keton. Dabei ist zu beachten, dass PCC aufgrund der schlechten Atomökonomie und der schädlichen Wirkung von Chromverbindungen nur im Labor verwendet wird. Die Abbildung zeigt das Beispiel der Oxidation des Naturstoffes Citronellol (1) zum ebenfalls in der Natur vorkommenden Citronellal (2):